# Igor Ter-Ovanesjan
Igor Aramovich Ter-Ovanesjan (Russisch: Игорь Арамович Тер-Ованесян) (Kiev, 19 mei 1938) is een voormalige Sovjet-Russische atleet, die in de jaren zestig een van de beste verspringers van de wereld was. Hij won twee bronzen medailles op de Olympische Spelen van 1960 en 1964. Daarnaast won hij vijf medailles op Europese kampioenschappen, waarvan drie gouden. Ook was hij meervoudig Sovjet-Russisch kampioen en had enige tijd het wereldrecord in handen in deze discipline.

## Biografie

### Jeugd
Ter-Ovanesjan komt uit een sportieve familie. Zijn Armeense vader was met 43,73 m gedurende enkele jaren Sovjet-Russisch recordhouder discuswerpen en zijn Oekraïense moeder was een bekende volleybalspeelster. Het tweetal ontmoette elkaar op de Staatskweekschool voor Lichamelijke Opvoeding in Kiev, waar beiden als docent aan waren verbonden. Ter-Ovanesjan groeide echter op in Moskou, waar zijn familie tijdens de Tweede Wereldoorlog naartoe was gevlucht. Toen hij vijftien jaar was, verhuisde hij met zijn familie naar Lviv, een stad in het westen van Oekraïne. Hier begon hij met atletiek. Als zestienjarige werd hij schoolkampioen met 1,85 m hoog, 6,83 m ver en 13,89 m hink-stap-sprong en al op zeventienjarige leeftijd werd hij geselecteerd voor het nationale team.

### Senioren
Ter-Ovanesjan was de eerste Europeaan die verder sprong dan acht meter. Op 16 mei 1959 kwam hij in Moskou namelijk tot een sprong van 8,01, waarmee hij het Europese record van de Nederlander Henk Visser van 7,98 uit 1956 overnam. Hij sprong daarna tweemaal een wereldrecord: op 10 juni 1962 verbeterde hij het vorige record van de Amerikaan Ralph Boston met drie centimeter tot 8,31. Boston verbeterde zijn record op 15 augustus 1964 en bracht het nadien nog tot 8,35. Op 19 oktober 1967 evenaarde Ter-Ovanesjan dit record op grote hoogte in Mexico City. Bob Beamon zou het op de Olympische Spelen van 1968 in Mexico City verbeteren tot 8,90.
Naast verspringen, was Ter-Ovanesjan ook een goede sprinter. Zo won hij driemaal de nationale titel op de 4 x 100 m estafette. Ook werd hij eenmaal Sovjet-Russisch kampioen hink-stap-springen.

### Na sportieve carrière
Ter-Ovanesjan zette na de Olympische Spelen van 1972, waar hij niet tot de finale wist door te dringen, een punt achter zijn sportieve carrière, maar bleef als coach en beleidsverantwoordelijke aan de atletiek verbonden. De bekendste atleten die hij begeleidde waren Ineta Radēviča, olympisch kampioene verspringen van 1980 Tatjana Kolpakova, Europees kampioene verspringen van 1978 Vilma Bardauskienė en Valeri Podloesjnyi. Van 1983 tot 1989 was hij hoofdtrainer van het nationale atletiekteam van de Sovjet-Unie. Hij was vanaf 1991 gedurende enkele jaren lid van de raad van de IAAF en werd in 1994 aangesteld tot vicevoorzitter van het Staatscomité voor Sport en Lichaamscultuur van de Russische Federale Staat. Tevens was hij werkzaam als hoogleraar aan de Staatsacademie voor Lichamelijke Opvoeding in Moskou.

## Titels
- Europees kampioen verspringen - 1958, 1962, 1969
- Europees indoorkampioen verspringen - 1966, 1968
- Sovjet-Russisch kampioen verspringen - 1957, 1959, 1960, 1962, 1963, 1964, 1965, 1966, 1967, 1968, 1969, 1971
- Sovjet-Russisch indoorkampioen verspringen - 1964, 1965, 1966, 1971
- Sovjet-Russisch indoorkampioen hink-stap-springen - 1965
- Roemeens kampioen verspringen - 1957
- Amerikaans indoorkampioen verspringen - 1963, 1965
- Sovjet-Russisch kampioen 4 x 100 m - 1958, 1959, 1963

## Persoonlijk record
| Onderdeel   | Prestatie      | Datum           | Plaats      |
| ----------- | -------------- | --------------- | ----------- |
| verspringen | 8,35 m (ex-WR) | 19 oktober 1967 | Mexico-Stad |

## Wereldrecords
| Onderdeel   | Afstand         | Datum           | Plaats      |
| ----------- | --------------- | --------------- | ----------- |
| verspringen | 8,31 m          | 10 juni 1962    | Jerevan     |
|             | 8,35 m (ev. WR) | 19 oktober 1967 | Mexico-Stad |

## Prestaties

### Verspringen
- 1956: NM OS (in kwal. 7,15 m)
- 1958:  EK – 7,81 m
- 1960:  OS – 8,04 m
- 1962:  EK – 8,19 m
- 1963:  Amerikaanse indoorkamp. – 8,09 m
- 1964:  OS – 7,99 m
- 1965:  Amerikaanse indoorkamp. – 7,98 m
- 1966:  EK indoor – 8,23 m
- 1966:  EK – 7,88 m
- 1968:  EK indoor – 8,16 m
- 1968: 4e OS – 8,12 m
- 1969:  EK – 8,17 m
- 1971:  EK indoor – 7,91 m
- 1971:  EK – 7,91 m
- 1972: 6e in kwal. OS –7,77 m

- Gemeinsame Normdatei: 1061738043
- World Athletics: 14350967
- Virtual International Authority File: 9119154260409824480005